# 節氣門
節氣門是為控制空氣進入內燃機的多寡，而在內燃機的進氣管所加裝的一個閥門。
節氣門又有分電子式及鋼索拉動式。機械式控制式節氣門是以油門踏板利用鋼索拉動方式來控制節氣門開度；電子控制式節氣門則是由駕駛者踩踏電子油門踏板的開度與車上其他感測器訊號，經由行車電腦（ECU）計算後，才決定電子式節氣門在最良好的開度下使引擎達到最佳工作。
一般來說，機械式的節氣門會比電子控制式的反應還要來的好，因為電子控制式還要經過電腦送出訊號作動，不過由於近來資訊傳輸發達，電子控制式節氣門的反應已經與機械式不相上下。